# سی‌اس‌اس آرکانزاس
سی‌اس‌اس آرکانزاس (به انگلیسی: CSS Arkansas) یک کشتی بود که طول آن ۱۶۵ فوت (۵۰ متر) بود. این کشتی در سال ۱۸۶۲ ساخته شد.